# Druckereigebäude Weiss
Das Druckereigebäude Weiss ist ein in den 1900er-Jahren erbautes Wohn- und Gewerbehaus in Affoltern am Albis im schweizerischen Kanton Zürich.

## Geschichte
Die 1864 eröffneten Bahnstrecke Zürich–Zug führte zu einem Aufschwung im Bezirkshauptort. Die Verlegerfamilie Weiss beauftragte Gottlieb Gautschi mit dem Bau des Druckereigebäudes an der Oberen Bahnhofstrasse. Es wurde in den Jahren 1902 bis 1904 als Jugendstilbau errichtet und gehörte zu den ersten Häuser entlang der Oberen Bahnhofstrasse, die vom alten Dorfkern zum Bahnhof Affoltern am Albis führte. Das Gebäude diente der Familie Weiss als Fabrikantenvilla mit integrierter Buch- und Zeitungsdruckerei, die den Anzeiger aus dem Bezirk Affoltern verlegte. Die Wohnräume befanden sich im zweiten Obergeschoss und im Dachgeschoss des Hauptbaus.
1929 wurde der Gebäudekomplex durch einen einstöckigen Flachdachbau im Stil des Neuen Bauens auf der Südseite ergänzt, indem die Setzerei untergebracht wurde. Ende der 1980er-Jahre wurde der Anbau um ein Stockwerk erhöht, das aber bereits 2009 durch eine neue Aufstockung ersetzt wurde. 2010 wurden die historischen Innenräumen freigelegt und restauriert.

## Bauwerk
Das zweistöckige Haus besteht aus einem Hauptbau mit rechteckigem Grundriss und einem Anbau gegen Süden, der gegen die Strasse eine gerundete Kopfpartie aufweist und über einen Quergiebelbau mit dem Hauptgebäude verbunden ist. Über dem grau verputzten Sockelgeschoss erhebt sich die Fassade in gelbem Sichtbackstein. Die runde Kopfpartie des Anbaus sieht durch die achteckige Laterne mit geschweiftem Dach einem Turm ähnlich. Das Dach des Hauptgebäudes ist als Krüppelwalmdach ausgeführt und weist Schleppgauben auf. Der Haupteingang führt in den Quergiebelbau und wird über eine abgerundete Freitreppe erreicht, welche optisch Anbau und Hauptbau miteinander verbindet. Über den Fenstern des ersten Geschosses des Anbaus ist in weissen Lettern auf schwarzem Grund der Schriftzug Buchdruckerei Weiss angebracht. Die Setzerei ist in einem Flachdachbau auf der Südseite des Komplexes angeordnet, der 2010 um ein Stockwerk erhöht wurde, dessen grosse Fenster durch stählerne Schiebeläden abgedeckt werden, die das Muster der geätzten Glasscheiben im Treppenhaus des Hauptbaus aufnehmen. In den Innenräumen des Hauptbaus sind in den Gängen und den ehemaligen Wohnräumen Stuckdecken mit Jugendstilmalereien, bemalte Steinböden und Terrazzoböden zu finden. Weiter stammen auch Täferung, die geprägten Tapeten und die Heizkörper aus der Bauzeit.

## Denkmalschutz
Die Druckerei Weiss ist seit 2017 im Inventar der Denkmalpflege des Kantons Zürich. Es ist auch im Schweizerischen Inventar der Kulturgüter als Objekt regionaler Bedeutung mit der KGS-Nr. 12504 aufgeführt.